# Бија (Алба)
Бија (рум. Biia) насеље је у Румунији у округу Алба у општини Шона. Општина се налази на надморској висини од 265 m.

## Становништво
Према подацима из 2002. године у насељу је живело 1263 становника.

### Попис2002.
| Расподела становништва по националности 2002.‍ | Расподела становништва по националности 2002.‍ | Расподела становништва по националности 2002.‍ | Расподела становништва по националности 2002.‍ | Расподела становништва по националности 2002.‍ |
| --------------------------------------------- | --------------------------------------------- | --------------------------------------------- | --------------------------------------------- | --------------------------------------------- |
|                                               |                                               |                                               |                                               |                                               |
| Румуни                                        | Румуни                                        |                                               | 1.059                                         | 83,9%                                         |
| Мађари                                        | Мађари                                        |                                               | 203                                           | 16,1%                                         |